# Třemošná (řeka)
Třemošná neboli Třemošenka, na horním toku nazývaná též Všerubský potok, dříve též Malešínský, Čbánský, Třemošenský či Příšovský potok, je významný vodní tok v okrese Plzeň-sever, levostranný přítok řeky Berounky.
Pramení v nadmořské výšce 600 m u osady Vojtěšín, 5 km severozápadně od Úněšova, v přírodním parku Manětínská. Teče nejprve jihovýchodním přes Všeruby, Nevřeň a Příšov, později severovýchodním směrem přes Ledce, město Třemošnou, Žichlice a Chotinou. U Kaceřova se v nadmořské výšce 279 m vlévá do Berounky naproti Kaceřovskému mlýnu.
Významnějším přítokem je Bělá, která ústí zleva mezi Ledcemi a Třemošnou.
Původní podoba názvu, který potok sdílí s městem, zněla Střemešná, což znamenalo místo, vyznačující se porostem střemchy. Vodní tok se poprvé připomíná k roku 1238 (rivus Zcrimussil), sídlo kolem roku 1180 (Sremesna).
Za dobrého vodního stavu je část Třemošné sjízdná.

## Základní údaje
- Plocha povodí 249,3 km²
- Délka toku 43,7 km
- Průměrný průtok u ústí 0,50 m³/s
- Délka záplavového území: 43,7 km

## Přítoky
(od pramene k ústí, levý/pravý)
- Labutí potok (P)
- Úněšovský potok (P)
- Zlatý potok (L)
- Barná (L)
- Nekmířský potok (L)
- Žilovský potok (L)
- Bělá (L)
- Zálužský potok (P)
- Bílý potok (Kamenice) (L)
- Želím (L)
- Hromnický potok (Býkovský) (L)
- Bělidlo (L)
- Dobříčský potok (L)

## Rybníky
Především na svém hornímu toku napájí Třemošná několik průtočných rybníků.
(od pramene k ústí)
- Číhanský rybník (označován též jako Černý)
- Nový rybník
- Hroznata, též Hroznatán či Horní Podmokelský rybník
- Zámecký rybník
- rybník u Klenovic
- rybník v Ledcích

## Mlýny
Mlýny jsou seřazeny po směru toku řeky.
- Císařský mlýn – Čbán u Úněšova, okres Plzeň-sever, kulturní památka
- Ledecký mlýn – Ledce, okres Plzeň-sever, kulturní památka

## Galerie

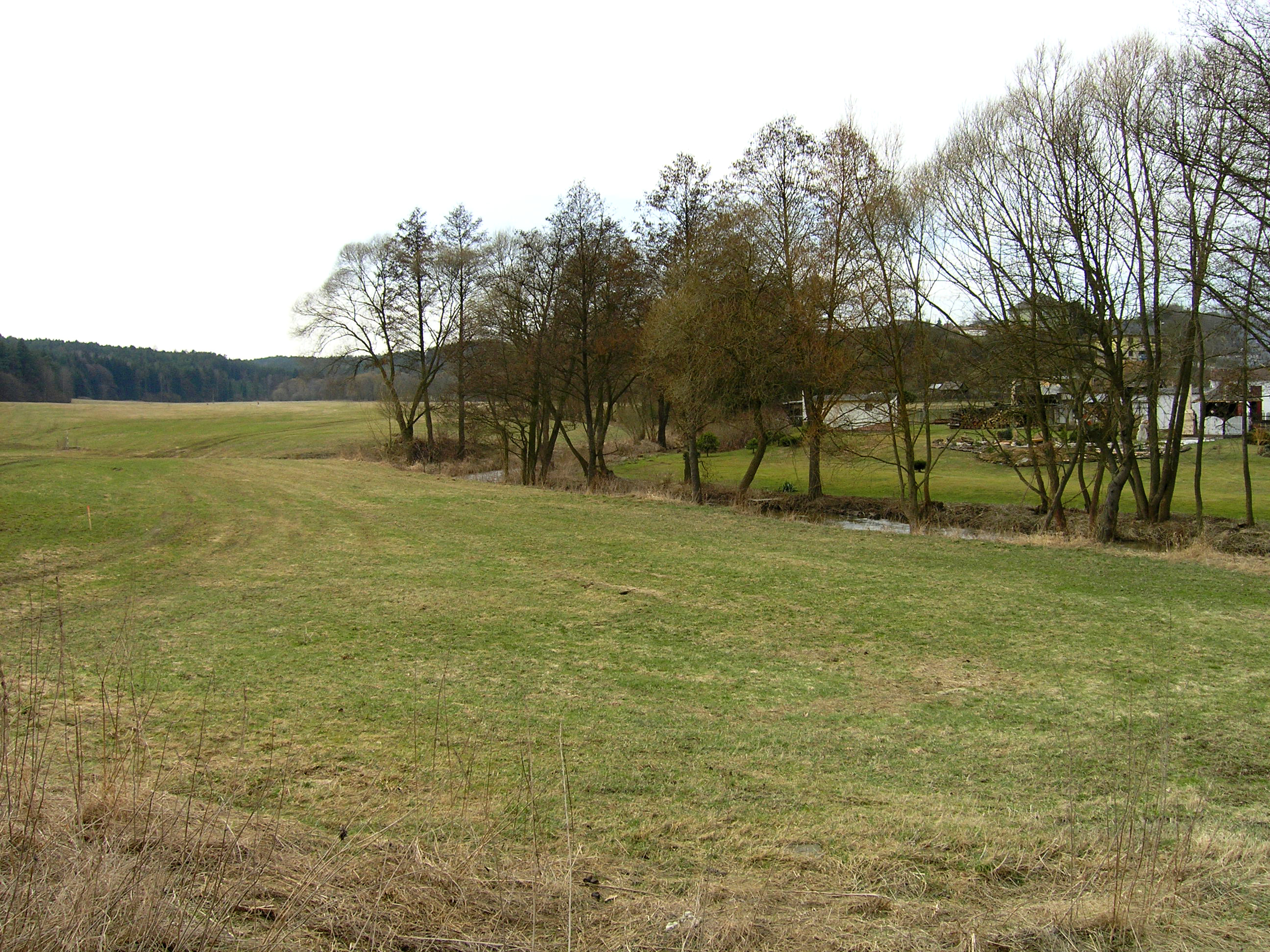
Třemošná v obci Hromnice
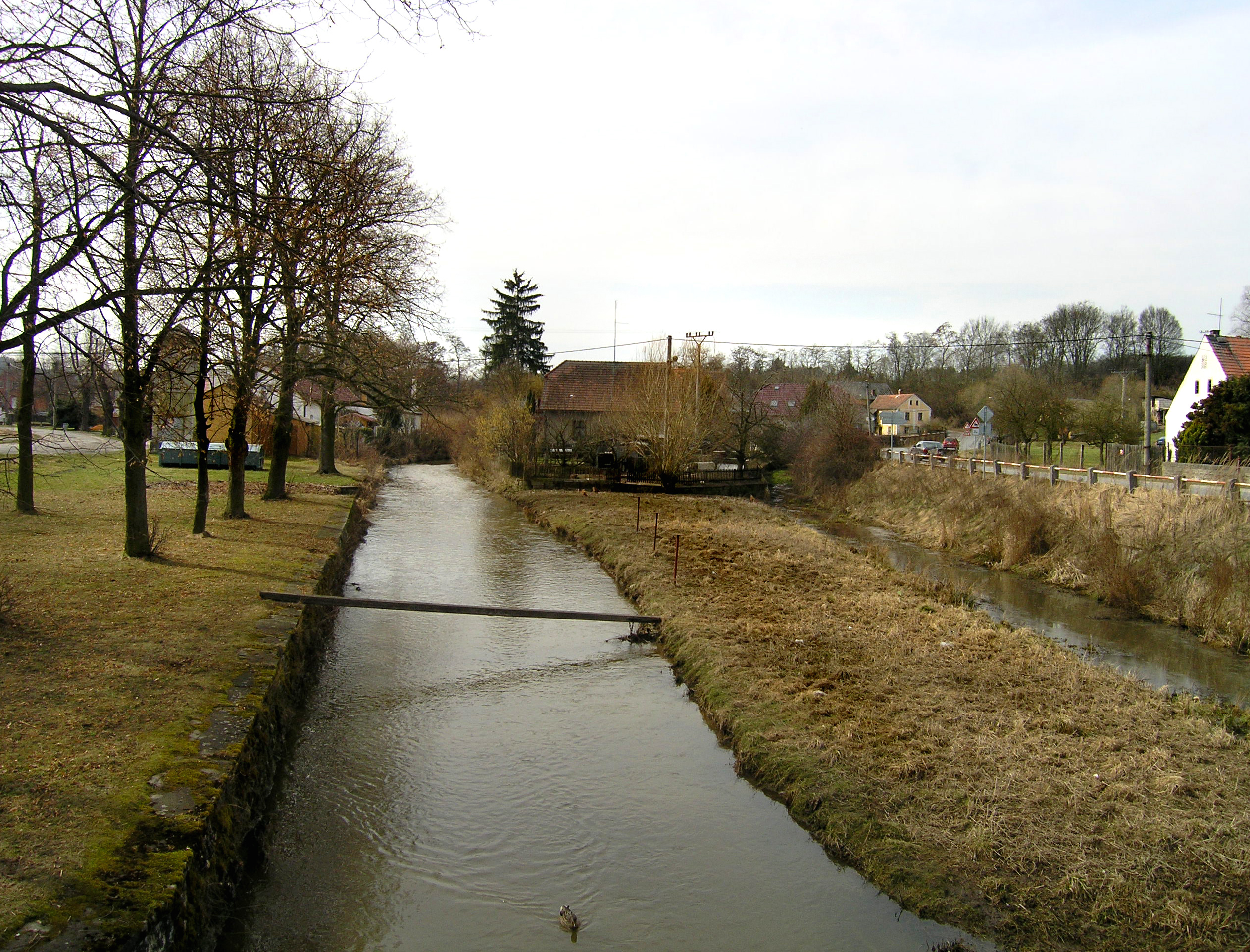
Třemošná v Ledcích